# Museo Amedeo Bocchi
Il museo Amedeo Bocchi ha sede in strada Luigi Carlo Farini 32 a Parma, all'interno del Palazzo Ape Museo; inaugurato nel 1999, è interamente dedicato all'artista Amedeo Bocchi.

## Storia
Il museo, inizialmente collocato all'interno di alcuni ambienti restaurati del Palazzo Sanvitale, fu inaugurato nel 1999 in seguito alla donazione alla Fondazione Monte Parma di un cospicuo numero di opere di Amedeo Bocchi, formalizzata il 14 maggio di quell'anno da parte di Rina Cabassi ed Emilia Bocchi, rispettivamente cognata e nipote dell'artista.
Alla prima seguirono altre due importanti donazioni da parte delle eredi del pittore il 26 giugno del 2002 e il 9 giugno del 2009, oltre ad altre acquisizioni minori.
Per consentire l'esposizione di un maggior numero di opere, nel 2015 il museo fu completamente riallestito in spazi più ampi e nuovamente inaugurato l'8 novembre di quell'anno, alla presenza di Roberto Delsignore, presidente della Fondazione Monte Parma, e di Pier Paolo Mendogni, consulente artistico dei musei della Fondazione.

## Percorso espositivo
Il percorso espositivo, accessibile dall'ingresso laterale su strada Cairoli, si sviluppa in continuità col museo Renato Vernizzi all'interno dell'ala più antica del palazzo, in sei distinte sezioni suddivise in ordine cronologico; in aggiunta è presente un'ampia sala utilizzata per esposizioni temporanee.
Il museo dispone complessivamente di circa 300 opere tra dipinti a olio, pastelli, acquerelli, disegni, bozzetti e alcune sculture, esposte su pannelli mobili in metallo.

### Gli anni della formazione
La prima sezione è dedicata alle opere realizzate da Amedeo Bocchi nel periodo giovanile; tra i dipinti sono degni di nota Torre di San Giovanni a Parma, realizzato dall'artista nel 1898 all'età di 14 anni, e i ritratti di alcuni familiari, tra i quali il padre Federico, la madre Clelia, i fratelli Antioco e Nando, le sorelle Anita e Merope e lo zio Carlo.

### Rita
La seconda sezione è dedicata alla prima moglie Rita, morta nel 1909, raffigurata in vari dipinti tra il 1906 e il 1908.

### I capolavori
La terza sezione è dedicata ai pezzi più importanti relativi ai temi del liberty e della secessione viennese, cui Amedeo Bocchi si avvicinò dopo aver visitato a Roma una mostra di Gustav Klimt; la sala espone in particolare numerosi bozzetti della Sala del Consiglio, in seguito rinominata Sala Bocchi, del palazzo della Cassa di Risparmio di Parma.
L'ambiente ospita inoltre una serie di opere raffiguranti la seconda moglie Niccolina, sposata nel 1919 e scomparsa nel 1923; degni di nota sono i dipinti Nella veranda e La colazione al mattino, risalenti al 1919.

### I disegni
La quarta sezione è dedicata ai disegni e bozzetti realizzati dall'artista, tra cui numerosi studi anatomici maschili e soprattutto femminili; vi si trovano inoltre alcune delle rare sculture eseguite da Amedeo Bocchi nella sua carriera.

### Bianca
La quinta sezione è dedicata all'unica figlia Bianca, morta nel 1934 all'età di 26 anni; la donna è raffigurata in molteplici ritratti, realizzati tra il 1910 e il 1930.

### Nella solitudine di Villa Strohl-Fern
La sesta e ultima sezione è dedicata alle opere realizzate da Amedeo Bocchi negli ultimi decenni di vita, segnati dalla solitudine; i dipinti, incentrati su svariati temi, raffigurano numerosi paesaggi campestri, oltre a soggetti religiosi e scene di vita comune.